# Gasteiner Ache
Gasteiner Ache er en biflod til Salzach i den østrigske delstat Salzburg. Floden flyder først gennem Gasteinertal og nær Böckstein danner floden vandfaldene Kessel-, Bären og Schleierfall samt Gasteinervandfaldet i Bad Gasteins bymidte.
Tre af Gasteinertals hovedbyer ligger ved Gasteiner Ache, Bad Gastein, Bad Hofgastein og Dorfgastein. Ved Bad Hofgastein er flydens gennemsnitlige gennemløbsmængde 9,9 m³/sek. Ved Lend udmunder Gasteinertal i Salzachtal og Gasteiner Ache udmunder her i Salzach.
47°17′47″N 13°03′35″Ø / 47.2965°N 13.0597°Ø